# Self-Reference-Effekt
Der Self-Reference-Effekt bezieht sich auf den schematisierenden Effekt des Selbstkonzepts. Personen erinnern sich besser an Dinge, die in irgendeinem Bezug zu ihrem Selbstkonzept stehen.
Sind Menschen auf einer Veranstaltung mit sehr vielen fremden Personen, so erinnern sie sich später besser an Personen, mit denen sie sich über persönliche Dinge oder Dinge, die ihnen wichtig sind, unterhalten haben. Ebenso erinnern wir uns nach einem Film besser an Charaktere, die uns ähnlich sind, oder die mit einem Ereignis, welches uns etwas bedeutet, zusammenhängen.